# Association professionnelle des agents du Service extérieur
 (août 2022).
Si vous disposez d'ouvrages ou d'articles de référence ou si vous connaissez des sites web de qualité traitant du thème abordé ici, merci de compléter l'article en donnant les références utiles à sa vérifiabilité et en les liant à la section « Notes et références ».
L'Association professionnelle des agents du Service extérieur (APASE) est un syndicat canadien représentant environ 1600 agents du service extérieur canadien à l'emploi du ministère des Affaires étrangères et du Commerce international (MAECI) et de Citoyenneté et Immigration Canada (CIC). L'APASE a été fondée en 1967 et est situé à Ottawa.
L'APASE défend les droits des agents concernés. Ainsi, en 2021; elle alerte sur les délais entre la nomination des agents à l'étranger et la date d'affectation, ce qui peut entrainer des difficultés pour l'inscription scolaire des enfants.

## Publication
L'APASE publie quatre fois par année bout de papier, le magazine de la diplomatie et du service extérieur.